# كارثيك راج
كارثيك راج هو ممثل هندي، ولد في 21 يناير 1988 في الهند.